# Centro Universitario Regional del Valle de Aguán
Antes conocida como Centro Universitario Regional del Valle del Aguán (C.U.R.V.A.) situado en la ciudad de Olanchito, Departamento de Yoro. Es uno de los centros regionales de la Universidad Nacional Autónoma de Honduras

## Comienzo
En 1997 se inició un movimiento local que gestionó ante las autoridades universitarias la fundación del  CURVA. Para llevar a cabo este proceso se organizó una Junta Directiva encabezada por el Ing. José Tomas Ponce Posas, y el Dr. Ramón Cáceres acompañados por otros ciudadanos de Olanchito. Como respuesta a estas gestiones se logró el 1 de diciembre de 1998, que la Universidad Nacional Autónoma de Honduras- UNAH aprobara la creación del CURVA.
En enero de 1999, se constituye el Comité de Apoyo Permanente al Centro Universitario con el fin de poner en funcionamiento dicha institución. Durante ese año, se aprueba la apertura del CURVA mediante acta N° 704, acuerdo N°468-99, siendo Rectora de la UNAH y Presidenta del Consejo Universitario la Dra. Ana Belén Castillo

## Fundación
El centro de estudios universitarios fue fundado en fecha 4 de septiembre de 2000, con el fin de impartir educación superior a los estudiantes de la zona del Aguán, y aliviar la población estudiantil de la UNAH en Tegucigalpa. Al iniciar sus clases fueron matriculados ciento cincuenta alumnos y alumnas, que recibieron clases en un local que fue casa de habitación de la familia Quezada-Ramírez, seguidamente en 2003 la sede se trasladó a su propio campus universitario con las comodidades y espacio físico requeridos, en fecha 15 de diciembre de 2006 el CURVA graduó a su primera promoción de egresados, quince Ingenieros Agroindustriales y siete Técnicos en Procesamiento.     
En el año 2015, el Consejo Universitario y la Junta de Dirección Universitaria, deciden intervenir el CURVA mediante la instalación de un Equipo de Gestión y por aprobación del Consejo Universitario pasó a ser un Centro Tecnológico en el 2017 revautizada como UNAH - TEC Aguán.

## Rectores del Curva
- Licenciado Leonel Castillo Ortega (2000 – 2012)
- Licenciado Óscar Rafael Flores Cruz (2012 – 2015)[2]
- Ingeniero Jacobo Paredes (2015-2021)
- Ingeniera Carolina Ventura (2021-)

## Carreras autorizadas
Las carreras de nivel superior medio universitario en su grado de Licenciatura, que ofrece el CURVA 
- Ingeniería Agroindustrial
- Licenciatura en Desarrollo Local

Las carreras de nivel superior medio en su grado de Técnico Universitario son:
- Microfinanzas

## Infraestructura

### Ciudad universitaria del CURVA
Se empezaron a impartir clases en el local de propiedad de los herederos Quezada-Ramírez. Seguidamente, al no dar abasto con el crecimiento de las matrículas, el CURVA se trasladó en 2003 a su propio edificio construido para dicho fin en la ciudad de Olanchito.